# Sven Folmer Thomsen
Sven Folmer Thomsen (16. november 1928 på Frederiksberg – 10. oktober 2023 i Holte) var en dansk jurist, fhv. direktør, bestyrelsesmedlem og medstifter af Dansk Arbejdsgiverforening.
Thomsen tog juridisk embedseksamen i 1954 og begyndte året efter i forsikringsbranchen. Fra 1960 arbejdede han i arbejdsgivernes organisationer og var fra 1975 til 1990 direktør for Jernets Arbejdsgiverforening, og derefter frem til 1992 direktør for Industriens Arbejdsgivere, der senere blev til DI - Dansk Industri. Han var desuden med til at stifte Dansk Arbejdsgiverforening.
Derudover har han været dommer ved Arbejdsretten og har siddet i en lang række bestyrelser, heriblandt var han fra 1992 til 1999 formand for Oticons bestyrelse. Fra 1988 til 2006 var han desuden bestyrelsesmedlem i Kunst På Arbejde.
Sammen med Ebbe Nielsen kan Sven Folmer Thomsen tilskrives en stor del af æren for, at lønmodtagere i Danmark i dag har en arbejdsmarkedspension. Han skrev under på den første aftale om en arbejdsmarkedspensionsordning i 1991 på det private arbejdsmarked. Pensionsordningerne er udbygget siden hen ved overenskomstforhandlingerne.
Privat boede Sven Folmer Thomsen i Holte. Han var gift to gange og efterlod sig en søn og en datter samt flere børne- og oldebørn.